# Ane (Hardenberg)
Ane è un piccolo villaggio nel comune olandese di Hardenberg, provincia di Overijssel.

## Geografia fisica

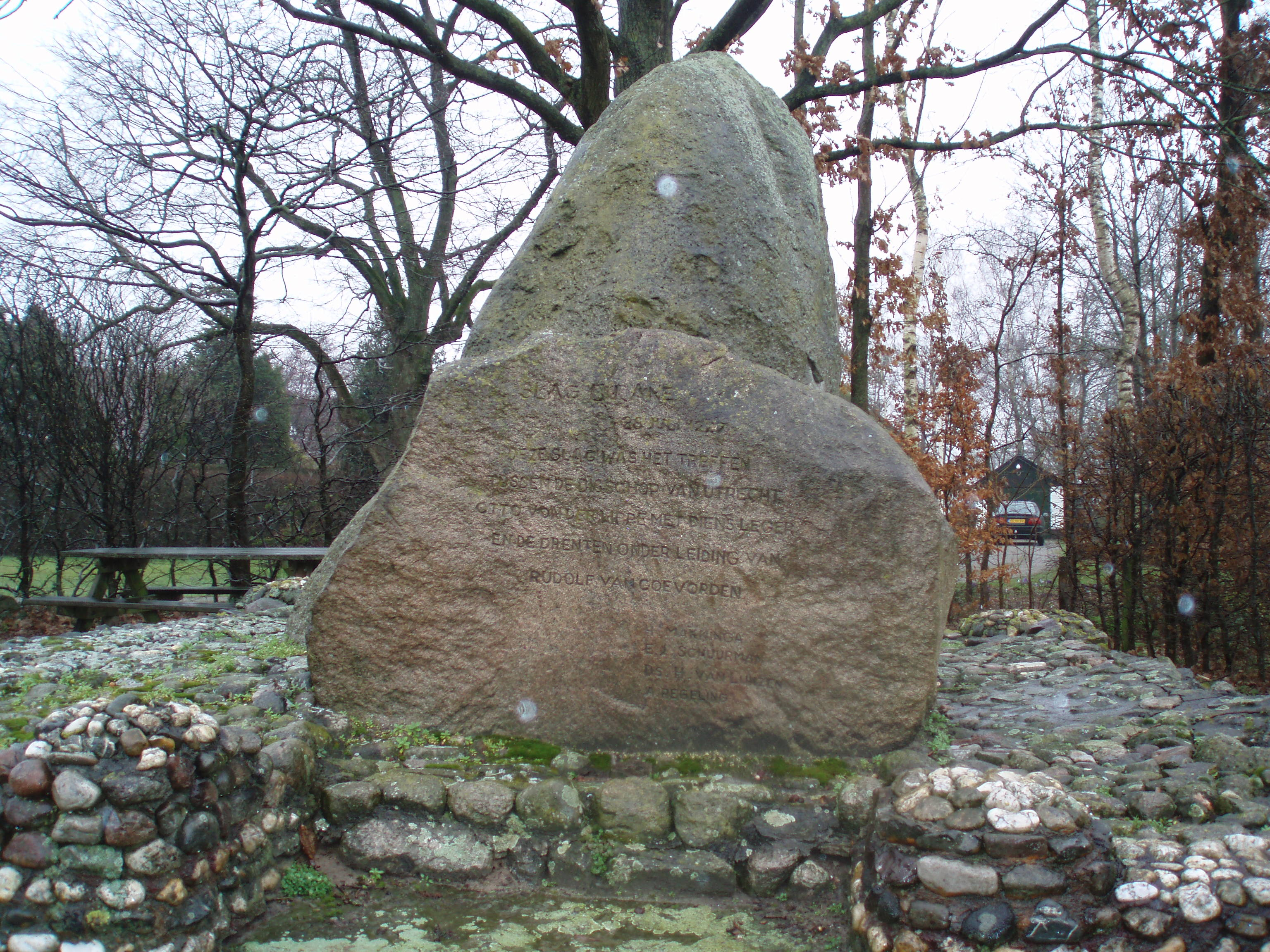
Monumento ai caduti di Ane

Ane è una frazione di Hardenberg, a circa 5 km a nord-est dal centro di Hardenberg. Ha una popolazione di circa 530 abitanti, di cui circa 100 abitano nel centro di Ane e i rimanenti nelle località di De Schans e di Engeland.

## La battaglia di Ane
Il 28 luglio 1227 Ane fu teatro di un aspro scontro fra le truppe del vescovo-principe di Utrecht Otto II di Lippe radunate per muovere contro Rudolf II di Coevorden (1192-1230). Le truppe del vescovo, composte da aristocratici, guerrieri di professione bene armati, furono battute da una armata composta in gran parte da cittadini e contadini equipaggiati con gli arnesi di lavoro. A ricordo della battaglia nel 1967 ad Ane fu eretto un monumento sul quale è scritto in Drents, il dialetto di Drenthe: "Slag bi'j Aone, 28 juli 1227, zie vocht'n ok veur oenze vri'jheid" ("Battaglia di Ane, 28 luglio 1227, Essi combatterono anche per la nostra libertà").